# Никан Вайлан
Никан Вайлан (尼堪外蘭; ? — 1587) — чжурчжэньский лидер, связанный с династией Мин, соперник Нурхаци, родоначальника и создателя Цинской империи.
Никан — это маньчжурское слово, означающее «китаец», а Вайлан, по-видимому, является искажением китайского официального титула «юань-вай-ланг» 員外郎).

## Биография
Никан Вайлан был вождём племени Суксуху (蘇克蘇護), жившего в притоке реки Хун к северо-востоку от Хету-Ала.
В 1583 году он предложил сотрудничество минскому генералу Ли Чэнляну в его военной экспедиции против другого чжурчжэньского вождя Атая, который совершал набеги на китайские пограничные земли вокруг Шэньяна и Ляояна. Атай был сыном Ван Гао, казненного Ли Чэнляном в 1575 году. Атай был женат на внучке Гиочанги, деда Нурхаци. В 1582 году Ли Чэнлян осадил крепость Гурэ (в современном Синьбинь-Маньчжурском автономном округе), где находился Атай. Согласно официальной версии, принятой династией Цин, Гиочанги и Такши, дед и отец Нурхаци, пошли на помощь своему родственнику и были убиты Ли Чэнляном вместе с Атаем, когда его город был взят. Но китайские записи, избежавшие цинской цензуры, утверждали, что Гиочанги и Такши служили Ли Чэнляну и погибли, сражаясь на его стороне при осаде Гурэ. В 1583 году Нурхаци (1559—1626) получил от Ли Чэнляна право унаследовать своего отца в качестве младшего вождя чжурчжэней.
Нурхаци, лишившись деда и отца, возненавидел Никана Вайлана как косвенную причину смерти его отца и потребовал о китайцев передать его ему для наказания. В ответ минские генералы на границе пригрозили поставить Никана Вайлана главой всех чжурчжэньских племен. Это побудило многих вождей племен, в том числе некоторых членов собственного клана Нурхаци, заискивать перед своим предполагаемым правителем.
В 1584 году 25-летний Нурхаци, несмотря на неодобрение своих родственников, собрал с небольшим отрядом из тринадцати всадников и напал на Никана Вайлана в его крепости Турун (также в Синьбине), чтобы отомстить за смерть своего отца и деда. Никан Вайлан бежал в Гиябан (嘉 班), на который Нурхаци также вскоре напал. Оттуда Никан Вайлан бежал в приграничные минские владения, в город Фушунь. Поскольку минские генералы отказались предоставить ему убежище, он бежал оттуда на север, в город Элехун (鄂勒渾). Никан Вайлан оставался в Элехуне до 1587 года, когда Нурхаци, подчинив своей власти многие окрестные племена, лежавшие между ними, вновь стал его преследовать в погоне за местью. Никан Вайлан покинул своё убежище и доверился минскому пограничному гарнизону. Ли Чэнлян содержал Никана Вайлана в плену, и, хотя не желал отдавать его врагам, разрешил Нурхаци прислать двух человек, которые умертвили его.